# العربة (فلم كوري)
العربة (بالكورية: 카트) هو فيلم كوري جنوبي من إنتاج عام 2014، من إخراج بو جي يونع، وبطولة كل من يوم يونغ آه، ومون جونغ هي، وكيم يونغ أي، وكيم كانغ وو، ودو كيونغ سو، وآخرين.
الفيلم يمزج بين الدراما والنقد الاجتماعي.

## القصة
تدور أحداث الفيلم حول اتحاد مجموعة من الموظفين المتعاقدين في سوبر ماركت للبيع بالتجزئة، وذلك بعد أن قررت الإدارة تسريحهم.

## روابط خارجية
- مقالات تستعمل روابط فنية بلا صلة مع ويكي بيانات

لا توجد روابط لمواقع التواصل الاجتماعي.